# Čtvrtá vláda Wilhelma Marxe
Čtvrtá vláda Wilhelma Marxe byla vláda Německé říše v období Výmarské republiky působící od 1. února 1927 do 28. června 1928. Vláda měla 12 (později 11) členů. Jednalo se o pravicovou koalici Centra, Bavorské lidové strany (BVP), Německé národně lidové strany (DNVP) a Německé lidové strany (DVP).

## Vznik vlády
Na začátku prosince 1927 unikly do tisku informace o tajné spolupráci německé armády jak s pravicovými polovojenskými spolky, tak s Rudou armádou. Sociální demokraté rozhořčeni touto zprávou odmítli dále tolerovat menšinový kabinet kancléře Marxe a vyhlásili hlasování o nedůvěře vládě. S pomocí hlasů KPD a DNVP byl pokus úspěšný. Pro většinu nesocialistických stran se následně SPD stala nepřijatelným partnerem pro jednání o budoucí vládě. Rozkol mezi sociálními demokraty a liberály dal šanci na vládnutí nacionalistům z DNVP vedenými hrabětem Westarpem. DNVP se doposud účastnila vlády pouze jednou v letech 1925—1926 v kabinetu kancléře Luthera, který opustila na protest proti přijetí Locarnských dohod. Nacionalisté dali najevo svou ochotu podniknout potřebné kompromisy a jejich snažení podpořil i prezident Hindenburg, který sám preferoval vznik pravicového většinového kabinetu.
U lidovců (DVP) se návrh setkal s pozitivním ohlasem, horší to bylo u katolického Centra. Část strany kolem Kaase a Brüninga požadovala zapojení nacionalistů do vlády, a tím je učinit zodpovědnými za vládní rozhodnutí. Levicová část strany kolem Josepha Wirtha se stavěla k návrhu odmítavě. Argumentovali obavami ze ztráty katolických dělnických voličů a celkovým zhoršením sociální situace. Prvního pokusu o sestavení vlády se ujal 10. ledna 1927 ministr hospodářství Curtius ze DVP. Centrum ale nehodlalo přenechat vedení vlády lidovcům, samo se ale stále zmítalo ve vnitřním boji ohledně přístupu k nacionalistům. Ministr zahraničí Stresemann musel nakonec zasáhnout a osobně přesvědčit kancléře Marxe z Centra, že DNVP dala dostatečné záruky k obraně republiky a o směřování zahraniční politiky. Centrum nakonec 14. ledna souhlasilo a sestavováním vlády se opět chopil Marx. Podařilo se mu dohodnout s lidovci, nacionalisty a zástupci Bavorska. Naopak němečtí demokraté přímou účast ve vládě odmítli.
Následně se rozhořel boj o ministerstva. Lidovci ač neradi museli přenechat ministerstvo dopravy nacionalistům. DNVP dále získala ministerstva vnitra, spravedlnosti a zemědělství, na která dosadila umírněné členy strany. Centrum udrželo post kancléře, ministra práce a pro okupovaná území a navíc svého člověka dosadilo na důležité ministerstvo financí. Lidovcům zůstala dvě ministerstva (zahraničí a hospodářství). Otto Geßler, který byl ministr obrany od roku 1920, po neochotě DDP na účasti ve vládě, vystoupil ze strany a ministrem zůstal.   

## Domácí politika

Vlajka Německého císařství

Vlajka Výmarské republiky

Stabilita pravicové koalice byla otestována hned z počátku její existence. V květnu 1927 pozbyl platnosti zákon na ochranu republiky, který vznikl v reakci na atentát na ministra zahraničí Walthera Rathenaua. Ministra v červnu 1922 zavraždili členové pravicové organizace Consul a zákon byl následně používán k ochraně proti pravicovým radikálům. Pruská zemská vláda si vyžádala prodloužení platnosti o další dva roky. Nacionalisté z DNVP se dostali do svízelné situace. Na jedné straně slíbili respektovat republikánské směřování vlády a chtěli se sami aktivně účastnit na směřování země, na druhé straně DNVP byla silně monarchistická a bojovala po celou dobu existence zákona za jeho zrušení. Trnem v oku jim byla hlavně pasáž, která diskriminovala bývalého německého císaře. Kancléř Marx se všemi ostatními koaličními partnery stáli za prodloužení platnosti zákona. Umírnění provládní křídlo DNVP nakonec zvítězilo a strana s návrhem souhlasila. Prodloužení zákona bylo odhlasováno díky hlasům vládní koalice a opozičních DDP a SPD.
V červenci 1927 přišel do sněmu návrh sociálních demokratů a DDP, aby 11. srpen, kdy byla schválena republikánská ústava, byl vyhlášen státním svátkem, tzv. Dnem ústavy. Návrh byl předem odsouzen k nezdaru. Většina pravicových stran (DNVP, DVP, BVP) vyjádřila negativní postoj a ani katolické Centrum nebylo v postoji jednotné. Návrh na vznik Dne ústavy opět rozvířil diskuzi ohledně státní vlajky tzn. používání bývalé říšské vlajky vedle té republikové. Vlajková aféra byla důvodem pádu vlády kancléře Luthera v květnu 1926. Téma bylo citlivé především v Prusku, kde mělo císařství velkou tradici. Například berlínské hotely zcela odmítaly vyvěšovat republikánskou vlajku. V srpnu 1927 vydal ministr obrany Geßler dekret, podle kterého měly všechny vojenské budovy kromě republikánské černo-červeno-zlaté vlajky vyvěsit i císařskou černo-bílo-červenou. Kancléř dojednal kompromis i s Pruskem, kde bylo povoleno na prezidentovi 80. narozeniny a ve státní svátky vyvěsit obě vlajky vedle sebe. Kritika dekretu přišla z obou stran. Republikáni stále trvali na jedné vlajce a obvinili vládu z podlézání nacionalistům, nacionalisté zase obvinili Geßlera ze shovívavosti k levici.  

### Armáda
Aféra o nelegálních kontaktech německé armády pokračovala i po změně vlády. Reichswehr nabyl dojmu, že pro financování tajných zbrojních projektů je nutné zahrnout do rozhodování a následného krytí i vládu v Berlíně. Již v srpnu 1927 propukla další aféra. Vyšlo najevo, že námořnictvo bez vědomí parlamentu vlastní tajné fondy, které používá na přezbrojení (tzv. Lohmannova aféra). Kancléř vytvořil speciální skupinu, která měla celou záležitost vyšetřit. Ministr obrany ministr obrany Geßler po osmi letech v úřadě podal 20. ledna 1928 demisi a vrchní velitel námořnictva Zenker byl odvolán. Novým ministrem obrany se stal nestraník a republikán Wilhelm Groener, který zůstal na postu až do roku 1932. Jelikož se ale jednalo o závažné porušení Versailleské smlouvy, neměla vláda potřebu celou kauzu jinak dál zviditelňovat. Nakonec došlo k nevídané shodě mezi vládou a opozicí ohledně zametení celé aféry pod koberec. Další nelegální financování armády již probíhalo pod plným dohledem vlády, a to až do konce existence Výmarské republiky. 

### Sociální politika
V únoru 1927 označil kancléř Marx za priority v sociální politiky vlády boj proti nezaměstnanosti, přijetí zákona o podpoře v nezaměstnanosti a zkrácení pracovní doby, která byl prodloužena od hyperinflace v roce 1923. Při schvalování ale vláda narážela na názorový rozkol mezi levicovým křídlem Centra kolem Josepha Wirtha, které bylo napojeno na odbory a zástupci nacionalistů hájící práva velkých zaměstnavatelů a ministra hospodářství lidovce Julia Curtiuse. Nakonec dospěly obě strany ke kompromisu. Přesčasy měly tvořit 25 % odpracované doby a nově měly být proplácené. Osmihodinová pracovní doba byla zavedena pro fyzické náročné profese jako horníci, slévárníci či plynaři.

### Zemědělství
Cla na zemědělské produkty byly nejdůležitějším tématem a vlastně i hlavním důvodem vstupu nacionalistů do vlády. Nacionalista Martin Schiele převzal ministerstvo zemědělství a dokázal prosadit zvýšení cla na vepřové maso a brambory. Vláda souhlasila i se zvýšením cla na cukr, u které ještě došlo ke snížení daně. Kroky ale nebyly dostatečné a němečtí zemědělci se stále více propadali do dluhů. Nejvíce byly postiženy země ve východní části země a to především Východní Prusko. Na podzim 1927 propukly první selské demonstrace a nepokoje se rychle rozšířily po celém Německu. V lednu 1928 byla vláda donucena schválit záchranný balíček, který obsahoval restrukturaci zemědělských podniků, stabilizaci trhu a regulaci cen. Na žádost prezidenta byla většina finanční pomoci směřována právě do Východního Pruska (tj. 60 ze 75 miliónu marek). Finanční injekce dokázala ulehčit situaci zemědělcům, nedokázala ale zastavit jeho úpadek, který pak přerostl ve světovou hospodářskou krizi.

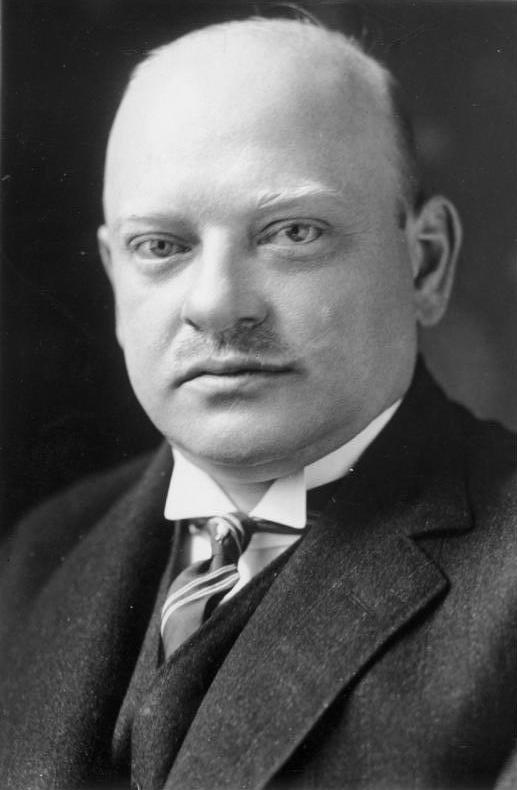
Nejvýznamnější osobnost výmarské zahraniční politiky Gustav Stresemann

## Zahraniční politika
V zahraniční politice na rozdíl od té domácí k žádným turbulencím nedošlo. Ministr zahraniční Stresemann se pravidelně účastnil zasedání Společnosti národů a následně probíral další postup s představiteli kabinetu. Hlavními německými tématy na mezinárodní scéně byly okupace Porýní, Sárska, Memellandu a Gdaňsku a situace německé menšiny v Polsku, která v sobě skrývala revizi východní hranice. V ostatních mezinárodních konfliktech a aférách zastávalo Německo striktní neutralitu. Po vstupu nacionalistů do vlády byl kabinet pod neustálým tlakem veřejnosti, která očekávala, že se konečně výrazněji pohne vyklizení okupovaného Porýní. V březnu 1927 došlo k částečnému úspěchu, kdy byla francouzská okupační armáda v Sársku nahrazena mezinárodní železniční stráží. V otázce Porýní ale k žádnému posunu nedošlo, což vzbudilo nelibost nejen u vládních nacionalistů, ale i prezidenta Hindenburga. Stresemann ale před vládou svůj smířlivý postup obhájil. Na podzim 1927 došlo k redukci okupačních jednotek o 10 tisíc mužů. Jelikož se jednalo o akt, který byl Francouzi slibován již od roku 1925, tak se o úspěchu německé diplomacie hovořit nedá. Kancléř Marx vyjádřil názor, že by se diplomacie měla více zaměřit na celosvětové mínění a prezentovat okupaci jako dlouhodobě neudržitelnou, než neustále jednat se Spojenci.
Na jaře 1928 se německá diplomacie dostala k nejvýraznějšímu rozhodnutí za celé období čtvrté vlády kancléře Marxe. K projednání se jí dostal Briandův–Kelloggův pakt, vytvořený ministry zahraničí USA  Frankem Kelloggem a Francie Aristidem Briandem. Signatáři smlouvy se vyloučili válku jako prostředek řešení mezinárodních sporů, s výjimkou sebeobrany. Smlouva byla nakonec podepsána až za následující vlády, hlavní jednání ale proběhla ještě před výměnou kabinetu.           

## Konec vlády
Reforma základních škol měla být jedním z hlavních bodů Marxova kabinetu. Počítala se sjednocením všech třech typů škol (tj. státních, katolických a evangelických) a jejich narovnáním na stejný standard. S myšlenkou se ztotožňovali katolíci z Centra a BVP i evangeličtí nacionalisté z DNVP. Na druhé straně liberální lidovci se od počátku stavěli k návrhu zdrženlivě. Sám předseda strany Stresemann prohlásil, že existence koalice může být ohrožena, pokud bude muset DVP provádět kulturně neúnosná rozhodnutí. Na reformě se začalo pracovat v červnu 1927 a při již jednáních výboru pro výchovu byl návrh kritizován nejen opozicí (SPD a DDP) ale i lidovci. Ti se několikrát spojili s opozicí při protlačení pozměňovacích návrhů, čímž výrazně zvýšili napětí ve vládní koalici. V únoru 1928 došlo na intenzivní ale neúspěšné jednání mezi lidovci a Centrem. Nepomohl ani apel prezidenta Hindenburga, a tak 15. února 1928 byl školský zákon formálně prohlášen za neúspěšný. Centrum se nechalo slyšet, že koalici má za neakceschopnou, ale je ochotné jednat o rozpočtu, pokud bude sněm rozpuštěn 1. dubna 1928.
Kabinet po dohodě s prezidentem neodstoupil, aby mohl dotáhnout rozpracované zákony. Na přípravu nouzového programu a rozpočtu pro rok 1928 byli přizváni i opoziční SPD a DDP. Sociální demokraté nijak nebránili schválení rozpočtu. Jednak se jednalo hlavně o aktivitu odstupující vlády a jednak chtěli nové volby v co nejdřívějším datu. Dne 27. února vicekancléř Hergt jménem nemocného kancléře předložil nouzový program. Po jeho projednání a přijetí byl sněm podle plánu 31. března rozpuštěn. Vláda zůstala v úřadu až do termínu řádných voleb, ale zdržela se veškerých větších akcí. Celkově byla u moci 1 rok a 132 dní, což ní dělá druhou nejdéle sloužící vládu v období Výmarské republiky. Parlamentní volby z května 1928 jasně vyhráli opoziční sociální demokraté a podařilo se jim dokonce sestavit většinovou vládu (více: vláda Hermanna Müllera). Naopak mezi poražené se kromě vládních lidovců řadili hlavně nacionalisté, kteří ztratili 30 křesel.

## Seznam členů vlády

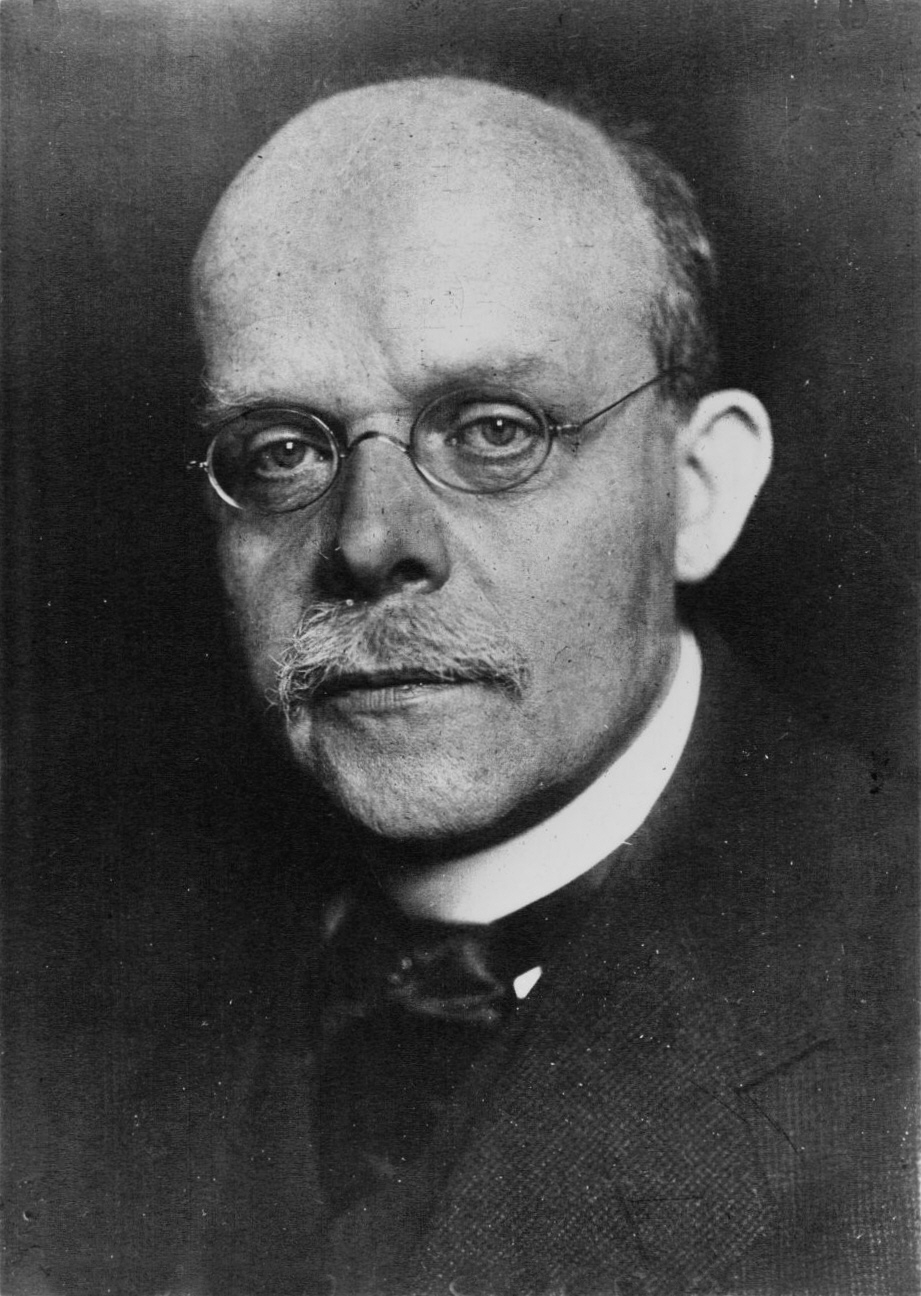
Kancléř Wilhelm Marx

| Portfej              | Ministr                      | Strana | Strana      | Nástup do úřadu | Odchod z úřadu  |
| -------------------- | ---------------------------- | ------ | ----------- | --------------- | --------------- |
| říšský kancléř       | Wilhelm Marx                 |        | Centrum     | 1. února 1927   | 28. června 1928 |
| okupované oblasti    | Wilhelm Marx pověřen řízením |        | Centrum     | 1. února 1927   | 28. června 1928 |
| vicekancléř          | Oskar Hergt                  |        | DNVP        | 1. února 1927   | 28. června 1928 |
| justice              | Oskar Hergt                  |        | DNVP        | 1. února 1927   | 28. června 1928 |
| zahraničí            | Gustav Stresemann            |        | DVP         | 1. února 1927   | 28. června 1928 |
| vnitro               | Walter von Keudell           |        | DNVP        | 1. února 1927   | 28. června 1928 |
| finance              | Heinrich Köhler              |        | Centrum     | 1. února 1927   | 28. června 1928 |
| hospodářství         | Julius Curtius               |        | DVP         | 1. února 1927   | 28. června 1928 |
| práce                | Heinrich Brauns              |        | Centrum     | 1. února 1927   | 28. června 1928 |
| ozbrojené síly       | Otto Geßler                  |        | bezpartijní | 1. února 1927   | 20. ledna 1928  |
| ozbrojené síly       | Wilhelm Groener              |        | bezpartijní | 20. ledna 1928  | 28. června 1928 |
| výživa a zemědělství | Martin Schiele               |        | DNVP        | 1. února 1927   | 28. června 1928 |
| pošty                | Georg Schätzel               |        | BVP         | 1. února 1927   | 28. června 1928 |
| doprava              | Wilhelm Koch                 |        | DNVP        | 1. února 1927   | 28. června 1928 |